# Hoa anh túc tưởng niệm

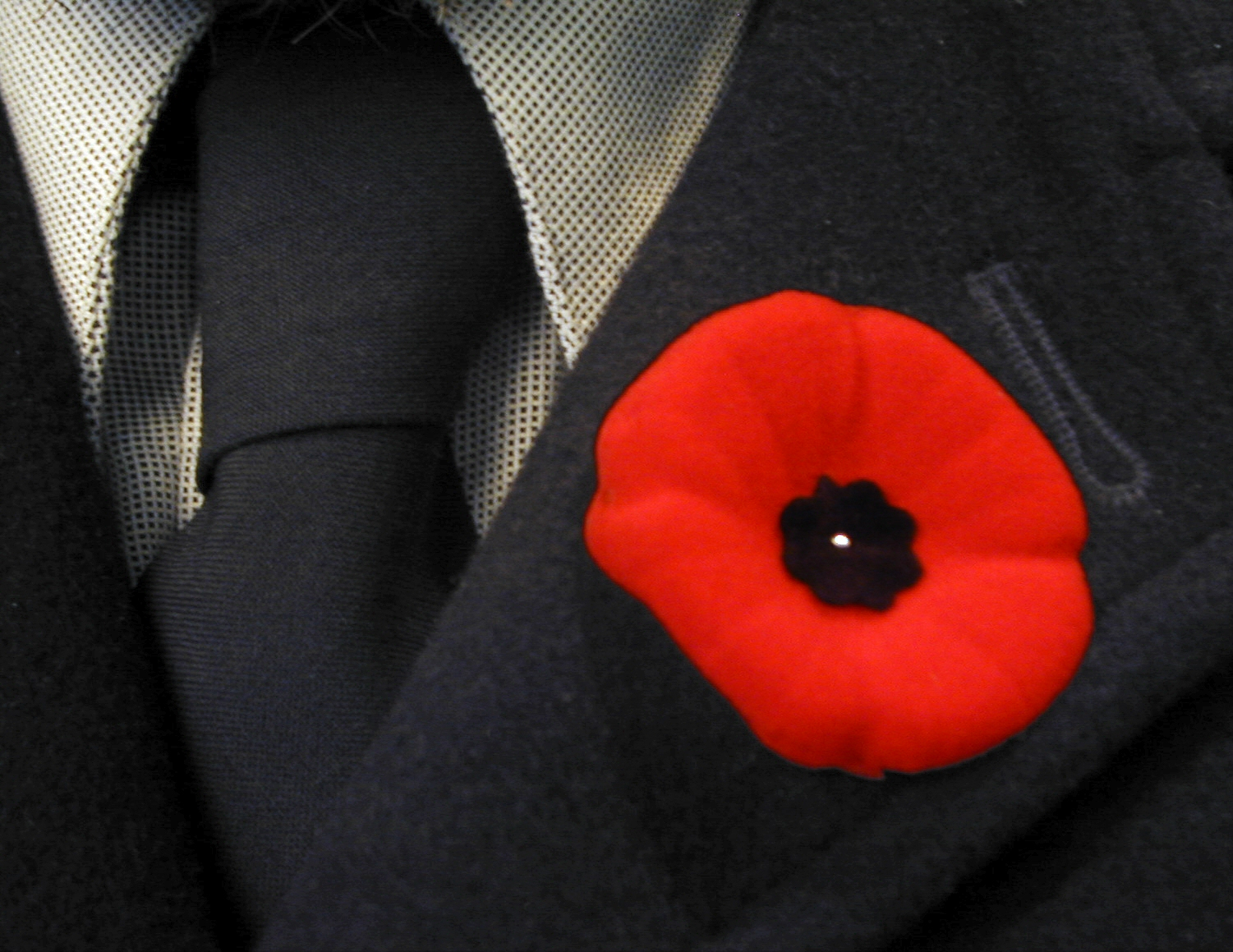
Hoa anh túc đỏ nhân tạo trên ve áo

Hoa anh túc tưởng niệm (tiếng Anh: Remembrance Poppy, đôi khi gọi tắt là poppy) thường là những bông hoa anh túc đỏ (anh túc ngô, ngu mỹ nhân) nhân tạo cách điệu mà ngày nay thế giới và đặc biệt là ở các quốc gia nói tiếng Anh dùng làm biểu tượng của sự tưởng nhớ các nạn nhân vô danh của chiến tranh, đặc biệt là những người lính chiến đã ngã gục trong 2 trận chiến tranh thế giới. Việc sử dụng hoa anh túc đỏ (Papaver rhoeas) như một biểu tượng để kỷ niệm những nạn nhân chiến tranh bắt đầu vào năm 1920 trong các quốc gia nói tiếng Anh và ban đầu chỉ được dùng để tưởng niệm những liệt sĩ của chiến tranh thế giới thứ nhất, ngày nay, chúng được sử dụng chủ yếu ở Anh quốc và khắp Khối Thịnh vượng chung Anh để kỷ niệm những người tử trận trong tất cả các cuộc xung đột của họ kể từ năm 1914.
Đặc biệt, vào Ngày tưởng niệm (Remembrance Day), còn gọi là Ngày đình chiến (Armistice Day) hay là Ngày hoa anh túc đỏ (Poppy Day) kỷ niệm vào ngày 11 tháng 11 hàng năm, và trong những tuần trước đó, hoa anh túc nhân tạo biểu tượng được phân phối và đeo trên ve áo tại Anh và một số quốc gia khác. Ở Úc và New Zealand, hoa anh túc nhân tạo cũng được dùng vào Ngày Anzac. Các hoa cài cách điệu này bao gồm một hoa anh túc đơn giản, đôi khi với cả lá. Hoa anh túc cũng được đặt tại các đài tưởng niệm và các phần mộ, thường là trong hình dáng vòng hoa anh túc nhân tạo, hoặc thánh giá bằng gỗ, hay ngôi sao nhỏ, hoặc hình trăng lưỡi liềm với chỉ một hoa anh túc đỏ nhân tạo duy nhất được cắm vào đá hay cỏ.

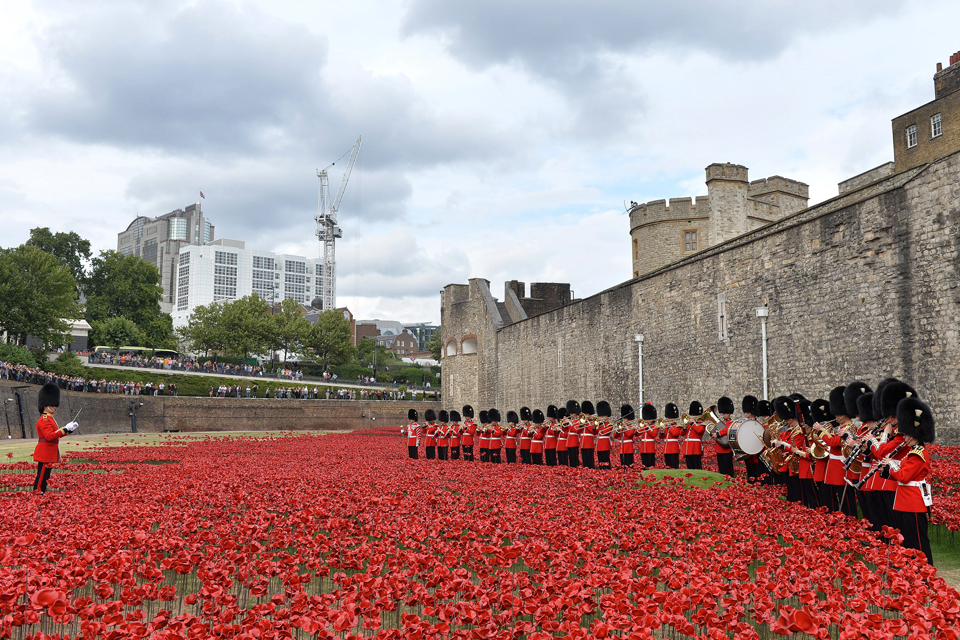
Vào năm 2014, nhân dịp kỷ niệm lần thứ 100 của sự khởi đầu của Thế chiến I, một cuộc trưng bày gọi là "Blood Swept Lands and Seas of Red" (Máu tràn đất và Biền đỏ, trích từ một câu thơ) trước tháp Luân Đôn với 888.246 bông anh túc bằng gốm sứ, đại diện cho mỗi người chết của Anh và thuộc địa trong trận chiến

## Hình ảnh

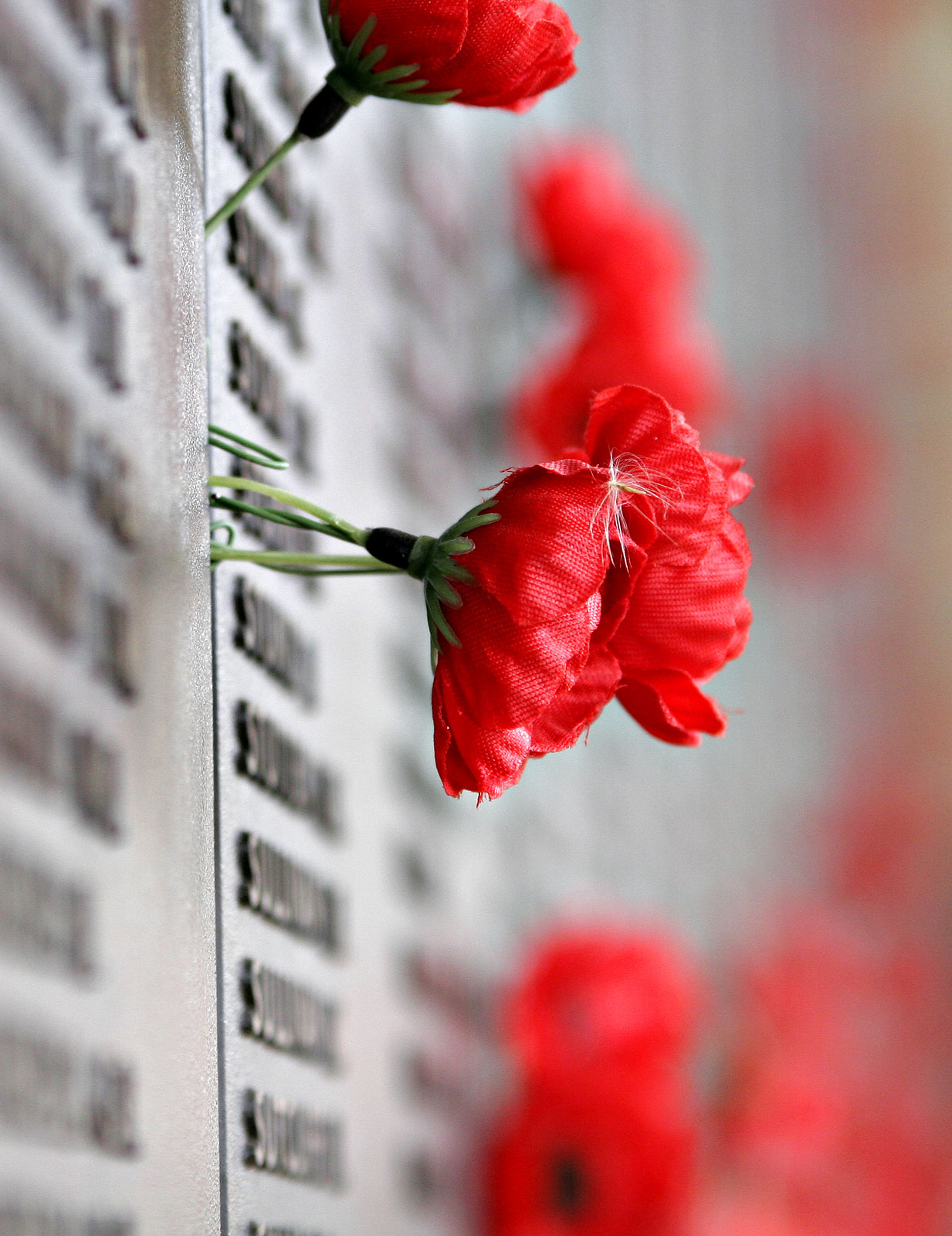
Hoa anh túc tại Đài tưởng niệm (Australian War Memorial) tại Canberra, Úc
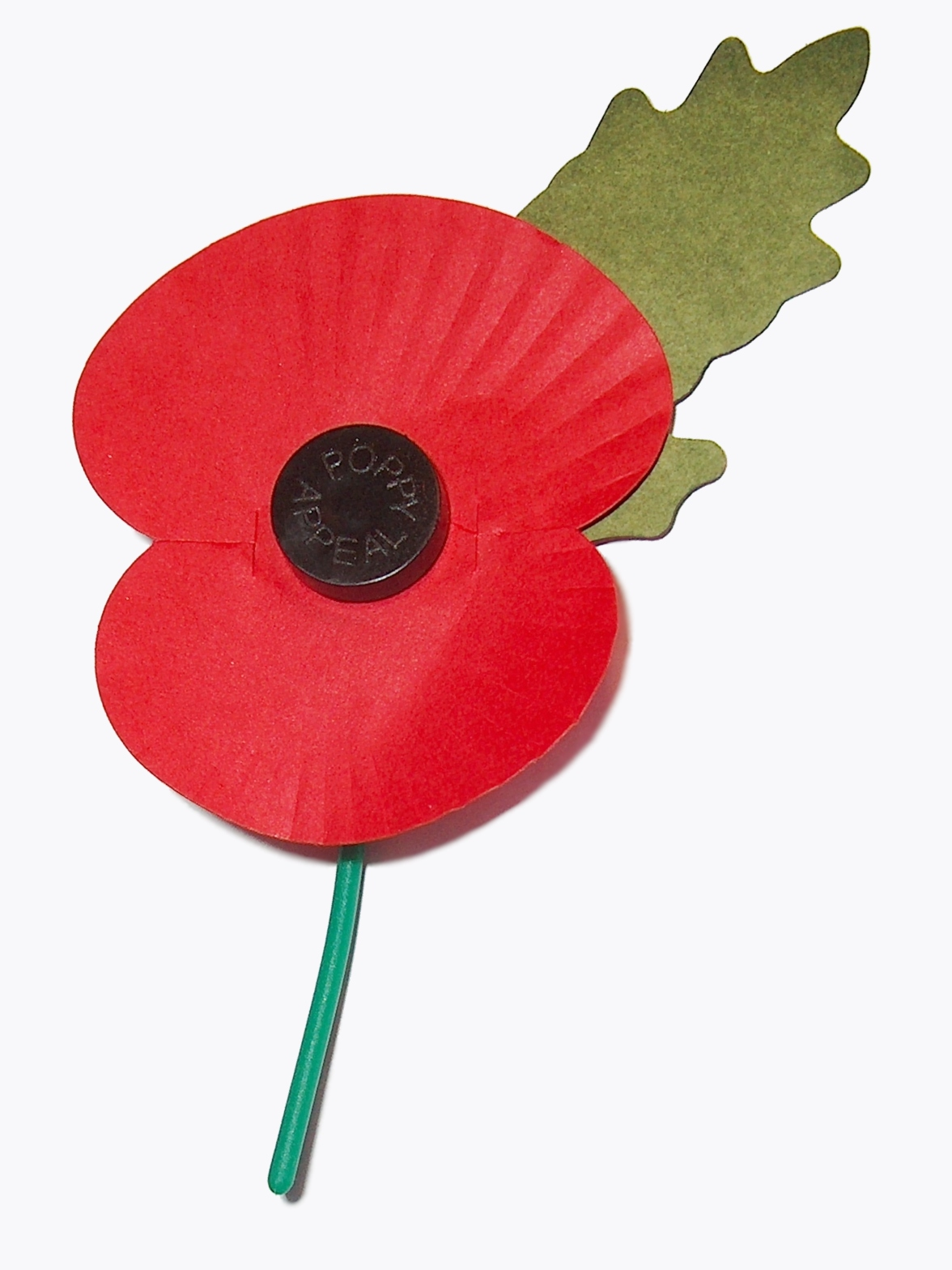
Hoa anh túc nhân tạo, do Hội Cựu chiến binh Anh phân phát
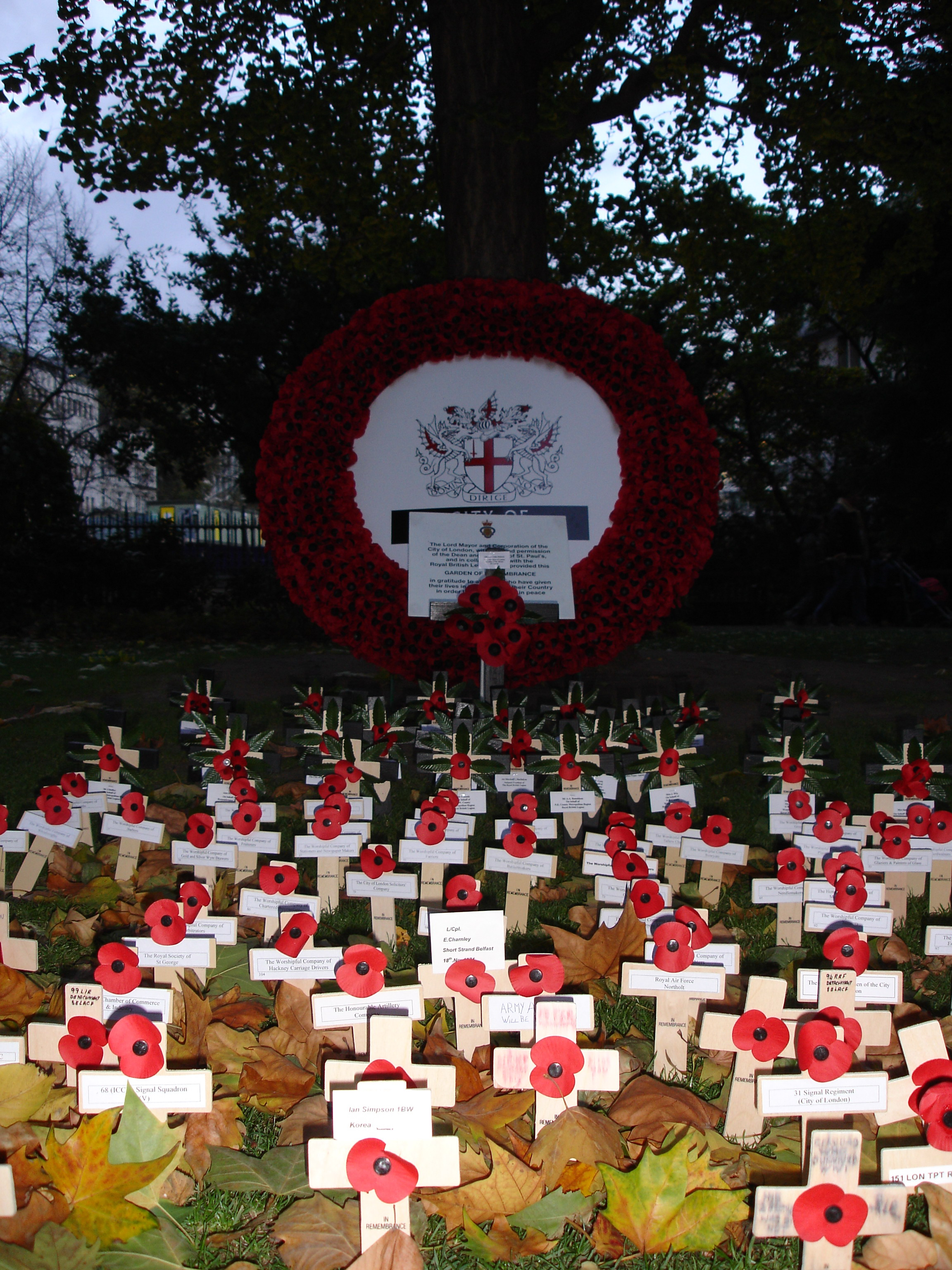
Những thánh giá bằng gỗ với hoa anh túc nhân tạo tại Luân Đôn
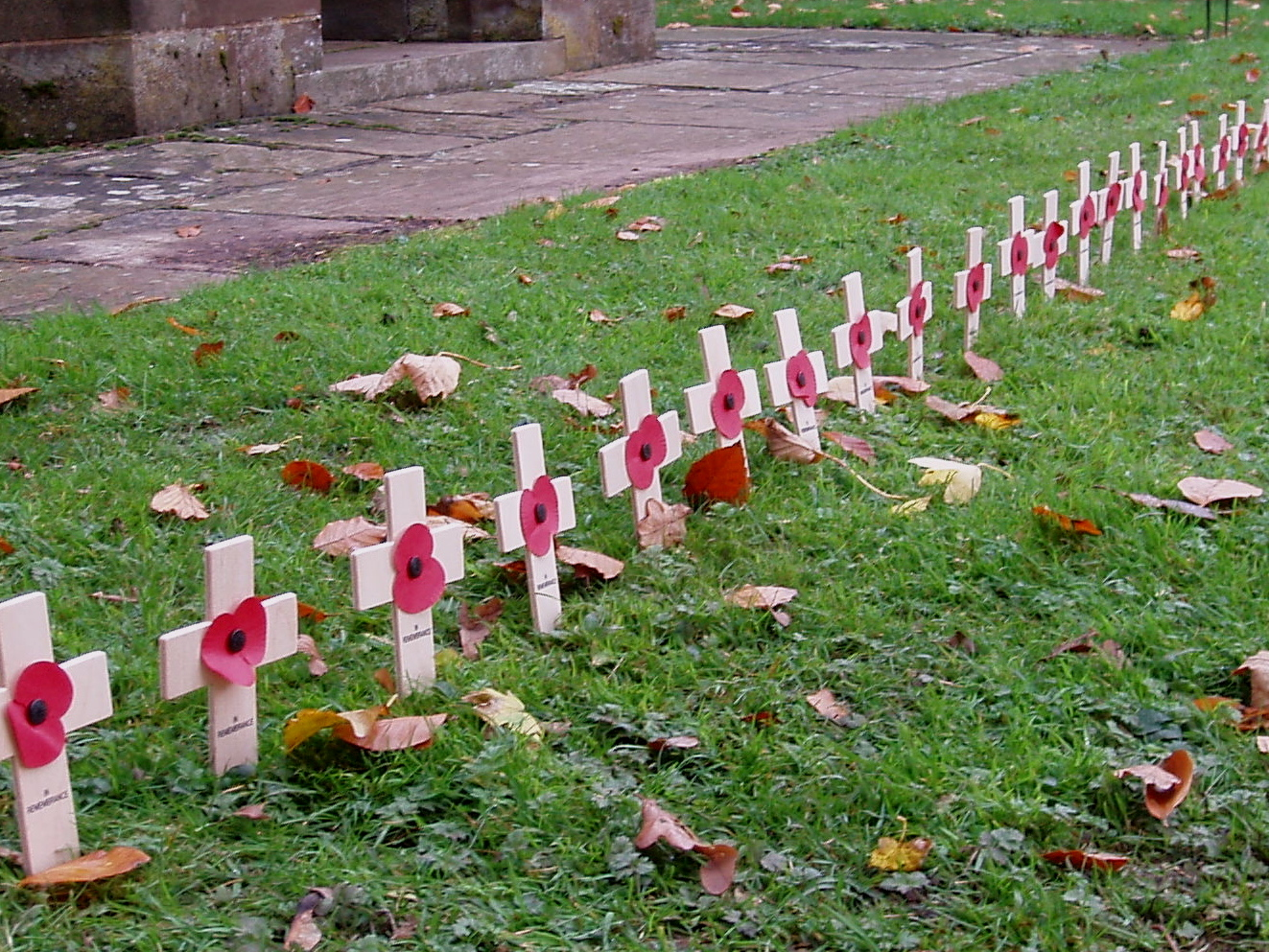
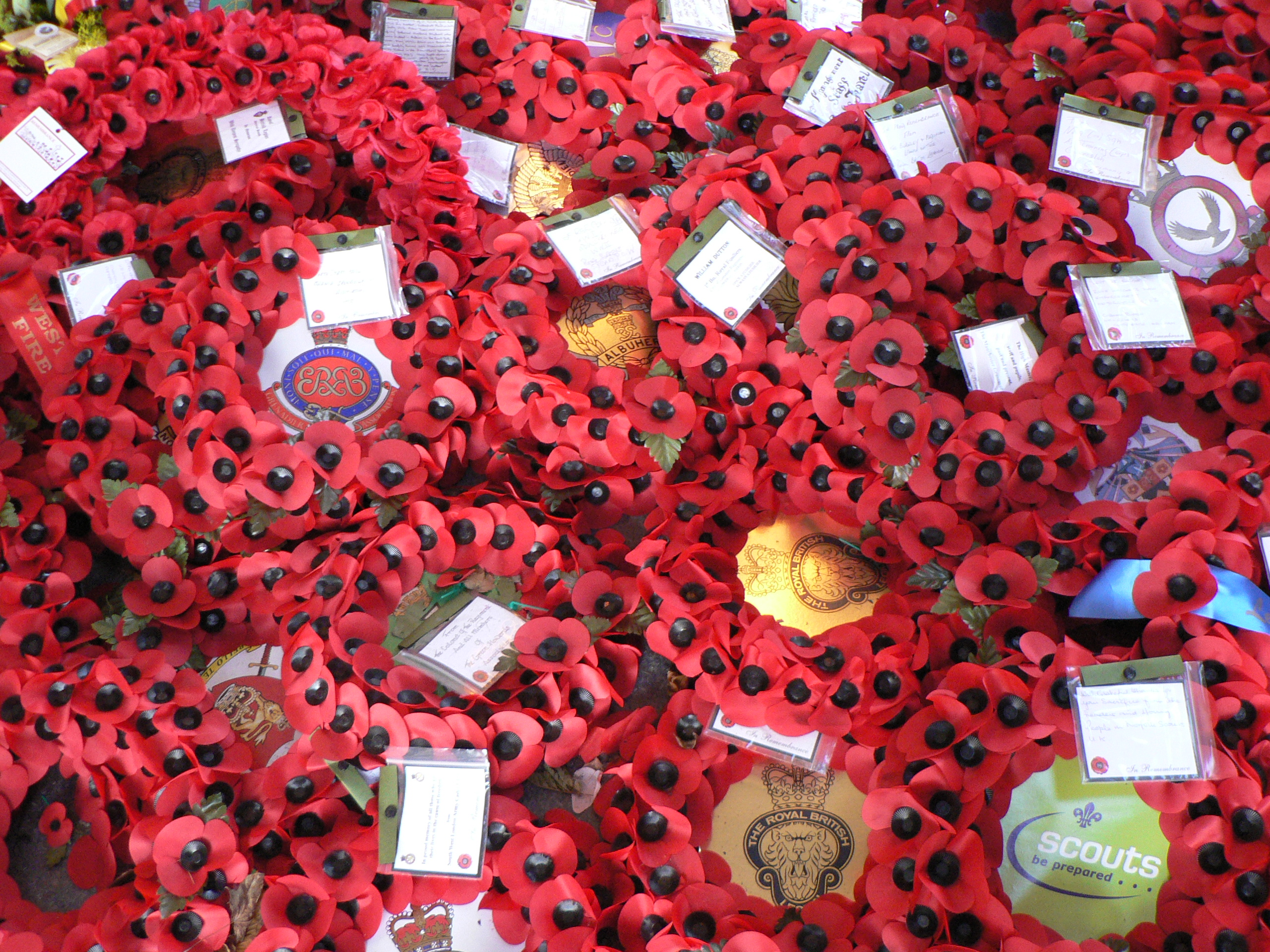
Những vòng hoa anh túc
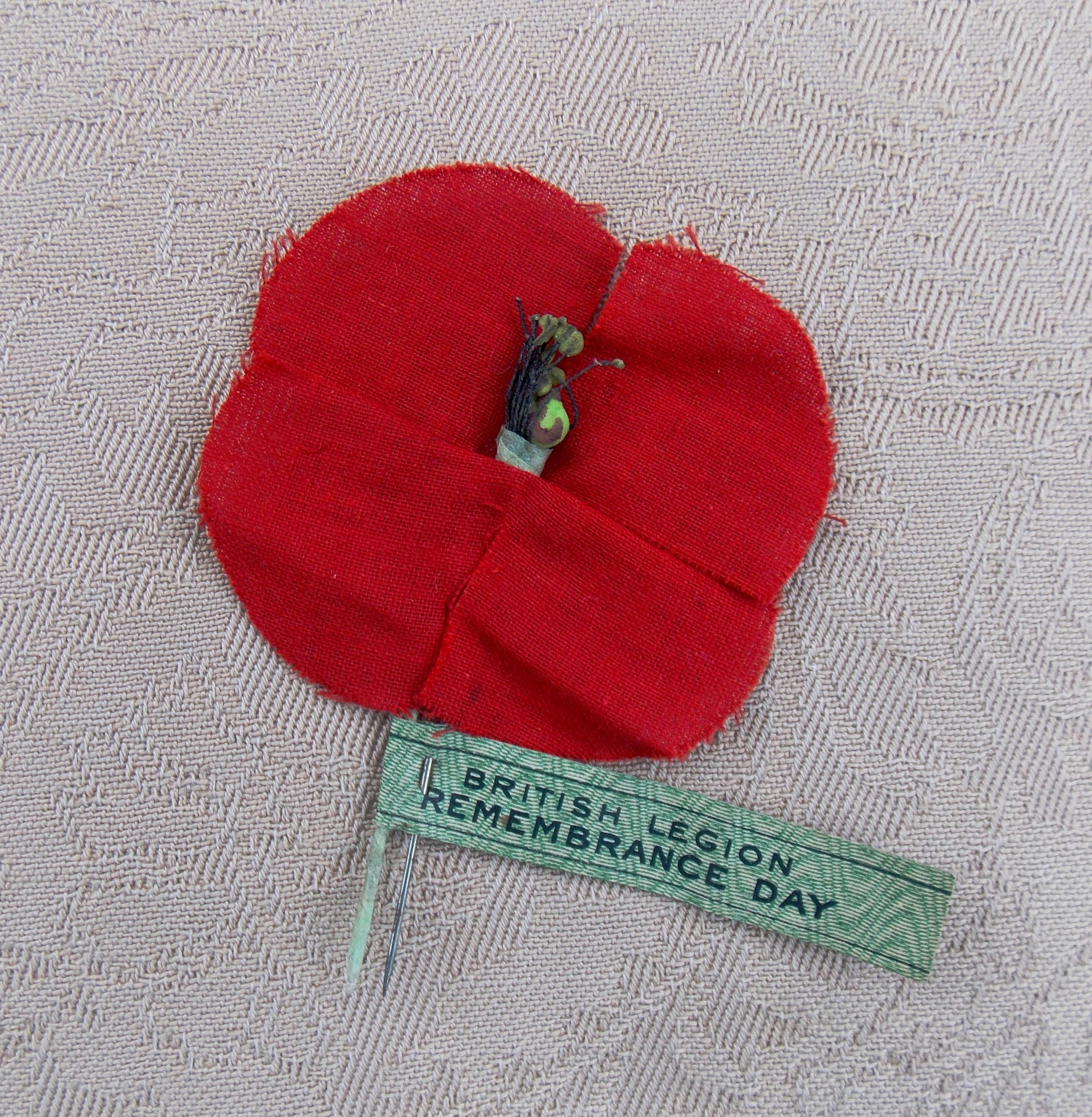
Hoa năm 1921
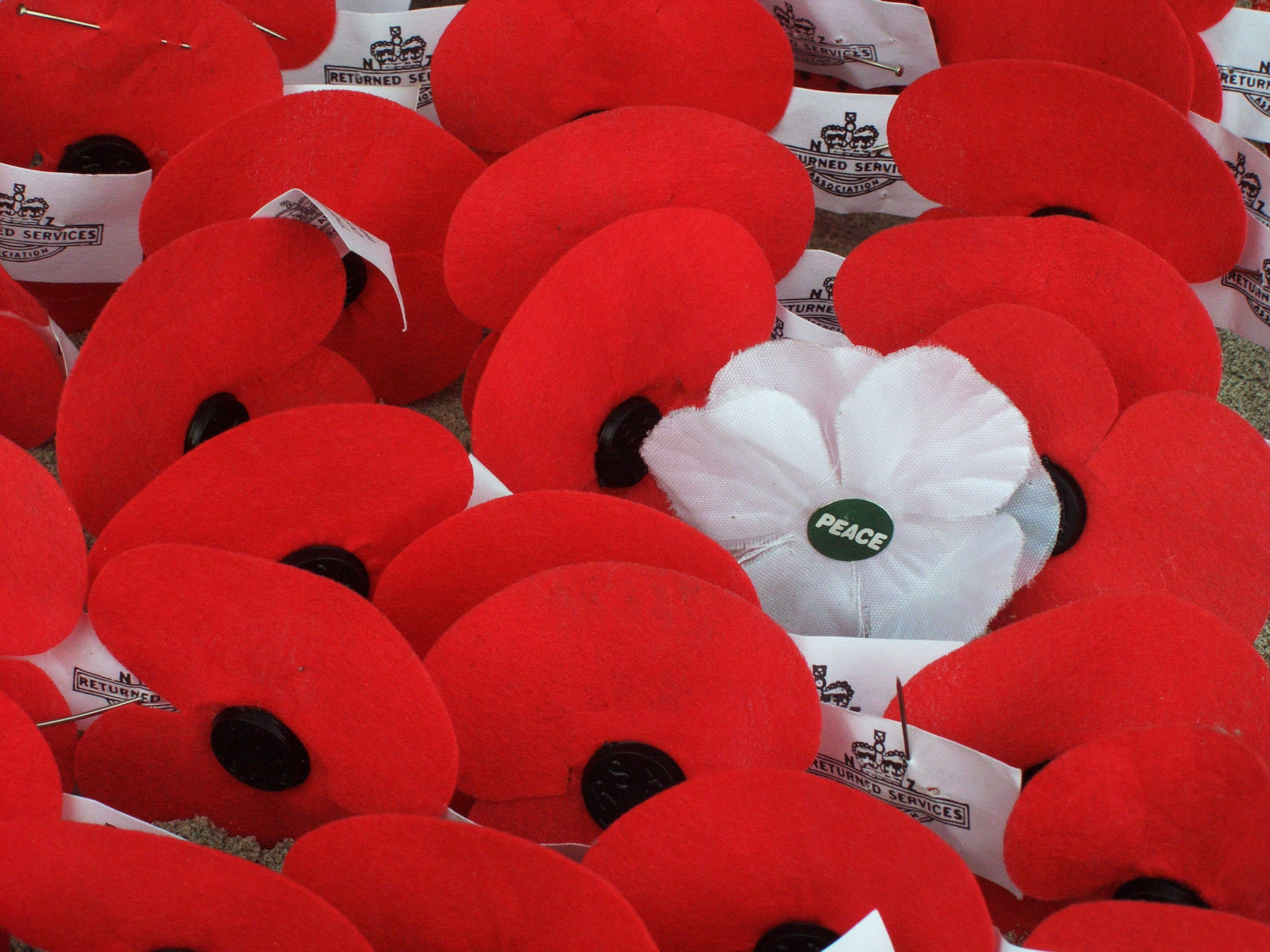
Một số hội dùng cả hoa anh túc trắng